# Чернышёв, Евгений Андреевич
Евге́ний Андре́евич Чернышёв (16 февраля 1928, Москва, РСФСР, СССР — 25 августа 2016, Москва, Российская Федерация) — советский и российский химик, член-корреспондент РАН (1990), лауреат премии имени А. Н. Несмеянова (2003).

## Биография
В 1949 году окончил МХТИ.
Работал в ГосНИИ химии и технологии элементоорганических соединений, являлся директором института.
Научные исследования в области химии, органической химии, химии гетероциклических соединений, химических технологий элементоорганических соединений. Разработал метод получения кремнийорганических соединений путём высокотемпературной конденсации. Провел серию реакций по определению генерирования дихлоргермилена при взаимодействии тетрахлоргермана с порошком германия.
Под его руководством защищено 60 кандидатских и докторских диссертаций.
Автор и соавтор более 800 научных публикаций и 240 изобретений.
Похоронен на Новодевичьем кладбище.

## Награды и звания
- Государственная премия СССР (1984).
- Премия имени А. Н. Несмеянова (2003) — за работу «Теоретические и прикладные аспекты физико-химических и газофазных превращений органических производных элементов 14 группы»
- Заслуженный деятель науки и техники Российской Федерации (17 мая 1994) — за заслуги в научной деятельности

## Из библиографии
- Кремний,- германий- и оловосодержащие производные соединений переходных элементов : (Обзор) / Е. А. Чернышев, М. Д. Решетова, А. Д. Волынских. — Москва : [НИИТЭхим], 1974. — 87 с.; 21 см. — (Кремнийорганические продукты и их применение).
- Кремний-, германий- и оловосодержащие производные соединений переходных элементов / [Авт.-сост. д-р хим. наук Е. А. Чернышев, канд. хим. наук М. Д. Решетова, А. Д. Волынских]. — Москва : НИИТЭХим, 1975. — 63 с.; 21 см. — (Обзорная информация: Серия «Кремнийорганические продукты и их применение»/ Науч.-исслед. ин-т техн.-экон. исследований «НИИТЭхим»).
- Физико-химические свойства кремний-, германий- и оловосодержащих производных соединений переходных элементов / Е. А. Чернышев, М. Д. Решетова, А. Д. Волынских. — Москва : [б. и.], 1976. — 108 с.; 20 см. — (Обзорная информация. Серия: «Кремнийорганические продукты и их применение»/ Науч.-исслед. ин-т техн.-экон. исследований (НИИТЭХИМ)).
- Аминопропилтриэтоксисилан : (Получение, свойства, области применения) / [Сост. Е. А. Чернышев и др.]. — М. : НИИТЭхим, 1985. — 32 с.
- Олигоорганоциклокарбосилоксаны / М. Б. Лотарёв, М. В. Соболевский, Е. А. Чернышев. — Москва : Химия, 2001. — 135 с. : ил., табл.; 21 см; ISBN 5-7245-1181-9
- Химия элементоорганических мономеров и полимеров : учеб. пос. для студентов … по спец. 250500 «Химическая технология высокомолекулярных соединений» со специализ. 250502 «Технология элементоорганических и неорганических полимеров» и в магистратуре по напр. 550800 «Химическая технология и биотехнология» по программе 550803 «Химия и технология элементоорганических соединений» / Е. А. Чернышев, В. Н. Таланов. — Москва : КолосС, 2011. — 438, [1] с. : ил.; 22 см. — (Для высшей школы).; ISBN 978-5-9532-0819-2